# Maison des Instituts culturels de Munich
La Maison des Instituts culturels de Munich (en allemand : Münchner Haus der Kulturinstitute) est située dans le quartier Kunstareal de Munich. Elle abrite plusieurs institutions culturelles de l'État libre de Bavière :
- Collection d'État des Antiquités et glyptothèque (direction)
- Collection graphique d'État d'estampes et de dessins
- Musée des moulages de sculptures classiques
- Institut d'égyptologie de l'université Louis-et-Maximilien de Munich
- Institut d'archéologie classique de l'université Louis-et-Maximilien de Munich
- Institut central d'histoire de l'art

## Histoire

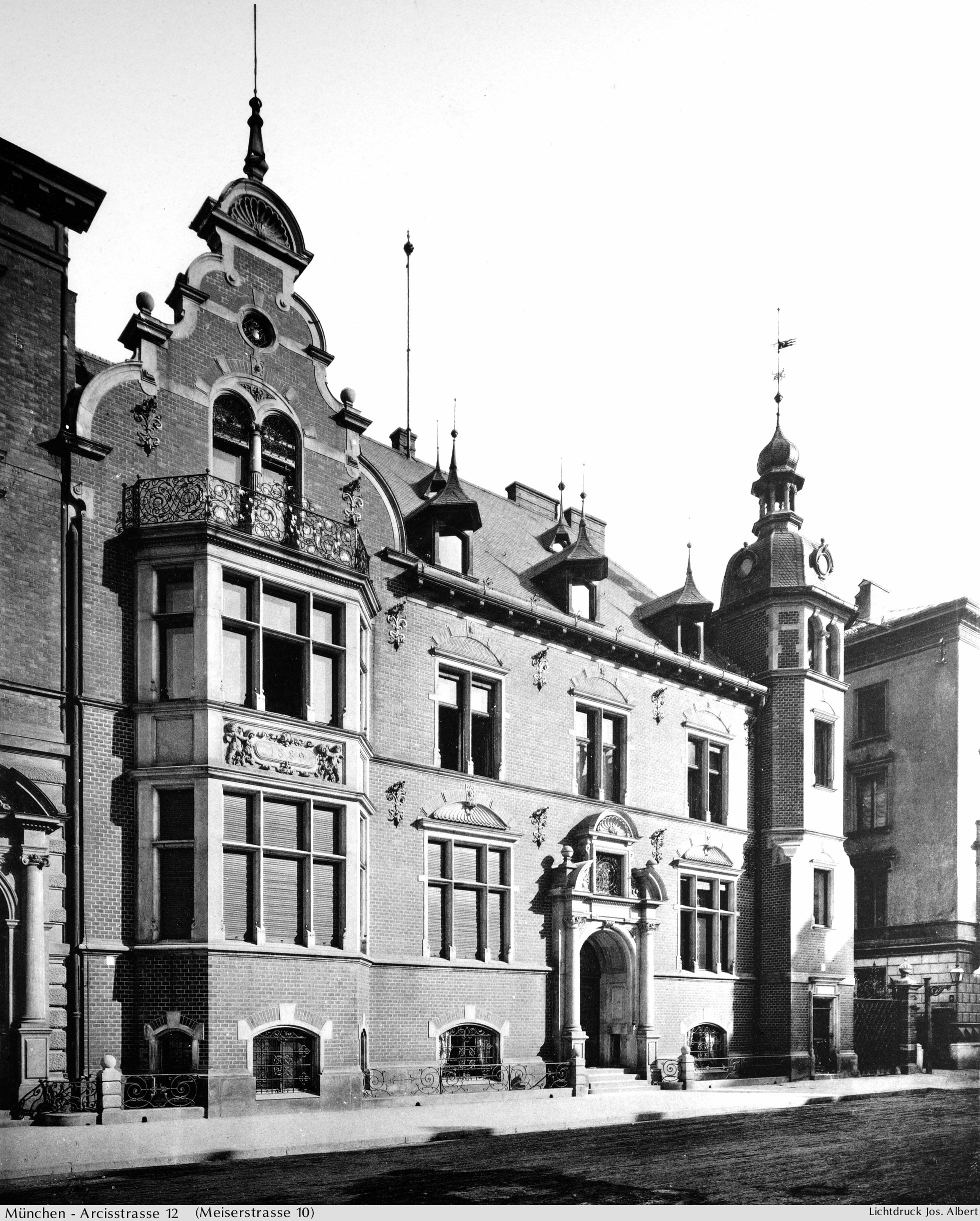
Palais Pringsheim (1890-1933),
Ancienne Arcisstrasse 12, photographie vers 1891.

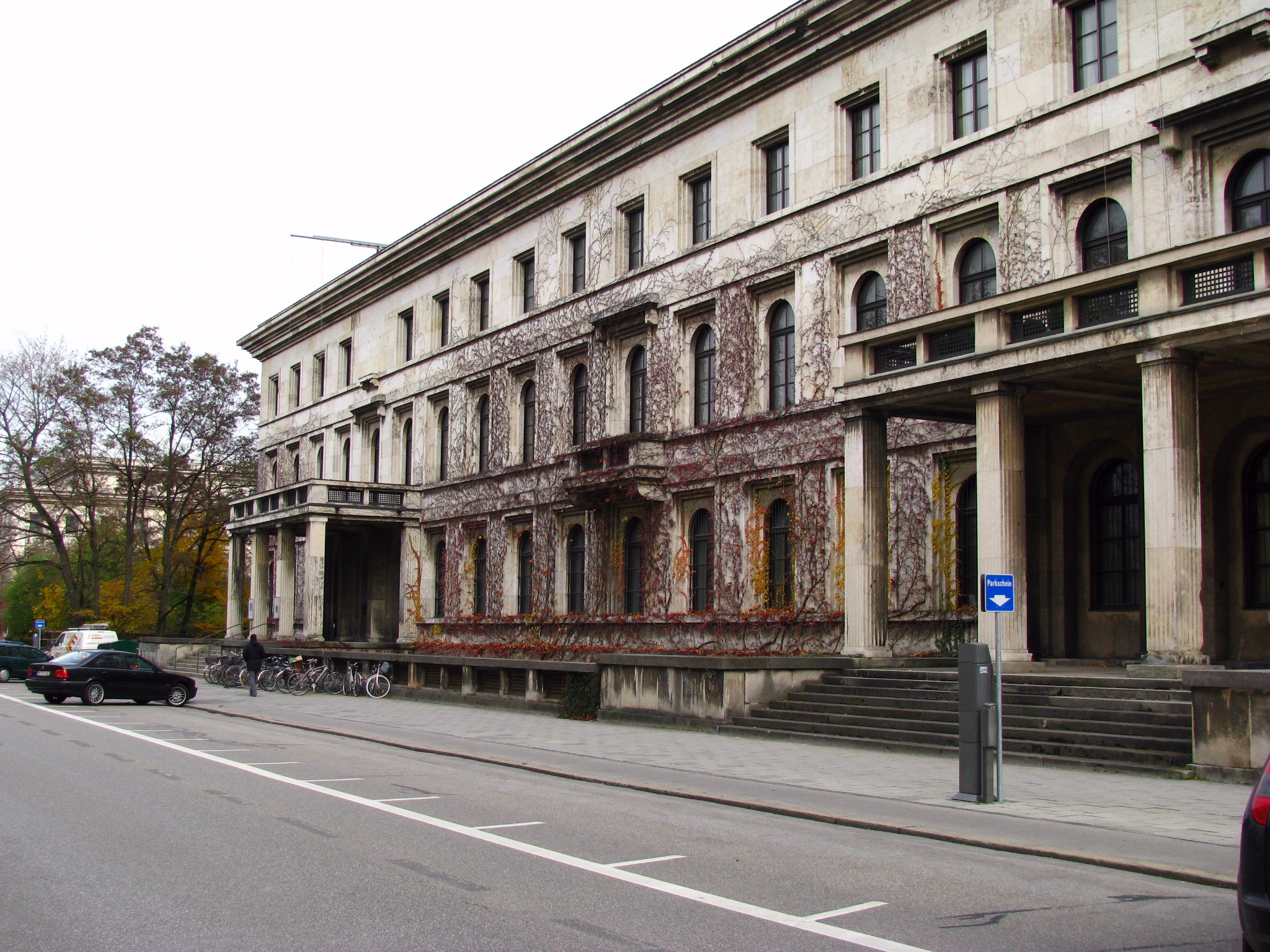
Maison des Instituts culturels de Munich en 2009.

Le palais Pringsheim, qui appartenait au mathématicien Alfred Pringsheim et à sa femme Hedwig, était situé à l'emplacement de l'actuelle maison des Instituts culturels jusqu'en novembre 1933. Pringsheim, issu d'une famille minière et entrepreneuriale juive de Silésie et beau-père de Thomas Mann, a été exproprié après la prise de pouvoir par les Nazis. La maison a ensuite été démolie. À sa place, l'architecte Paul Ludwig Troost fit ériger un bâtiment néoclassique à proximité immédiate de la Königsplatz de 1934 à 1935. Il servait au NSDAP de bâtiment administratif représentatif. Lui répond dans l'axe symétrique de la Brienner Strasse le Führerbau, qui abrite aujourd'hui l'université de musique et de théâtre de Munich.
À partir de 1945, l'ancien bâtiment administratif du NSDAP et le Führerbau servent de point de collecte central (Central Collecting Point) pour le gouvernement militaire américain pour les œuvres d'art volées par les nazis dans toute l'Europe. Du 21 juillet jusqu'au 5 octobre 1966, des œuvres d'art (qui se trouvent désormais non loin, au musée national d'art égyptien) sont à nouveau exposées ensemble pour la première fois depuis la Seconde Guerre mondiale.